# Онопрієнко Галина Вікторівна
Галина Вікторівна Онопрієнко (Живило) (2 лютого 1963) — радянська спортсменка, гандболістка, бронзова призерка Олімпіади 1992 року.

## Біографія
Народилась 2 лютого 1963 року. Виступала за радянський гандбольний клуб «Кубань» (Краснодар).
У складі збірної Об'єднаної команди на літніх Олімпійських іграх 1992 року стала бронзовою призеркою. Зіграла всі п'ять матчів і забила три голи.